# Alexander Iwanowitsch Pokryschkin

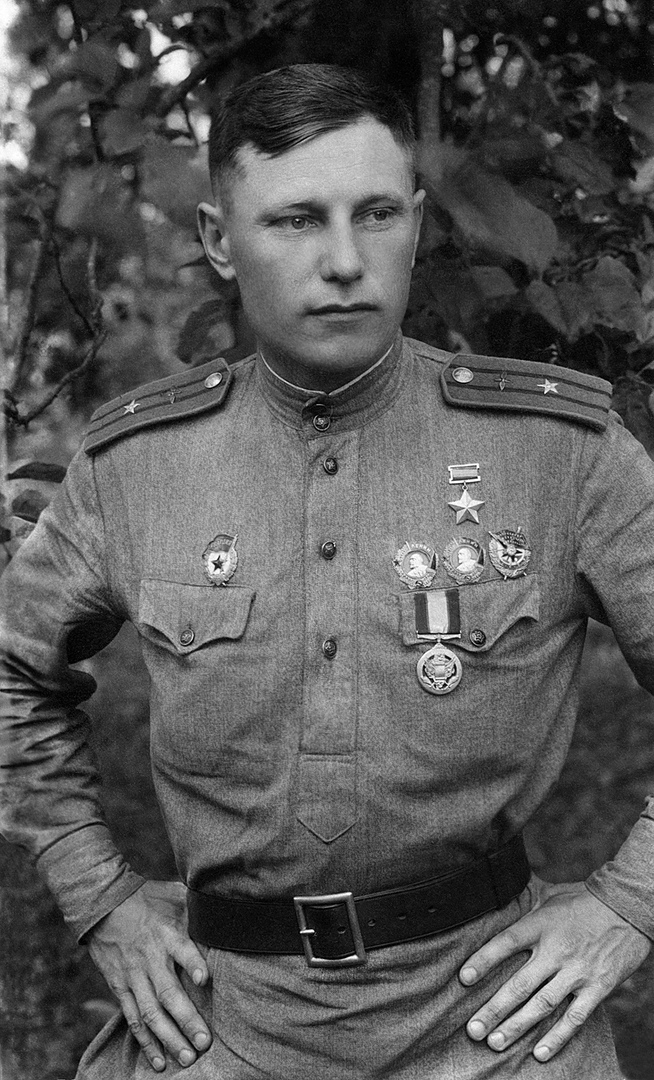
Alexander Pokryschkin, Sommer 1943

Alexander Iwanowitsch Pokryschkin (russisch Александр Иванович Покрышкин, wiss. Transliteration Aleksandr Ivanovič Pokryškin; * 6. Märzjul. / 19. März 1913greg. in Nowonikolajewsk; † 13. November 1985 in Moskau) war sowjetischer Pilot, Marschall der Flieger und dreifacher Held der Sowjetunion.

## Leben
Pokryschkin begeisterte sich bereits als Schüler für das Fliegen. So wurde er Mitglied im Aeroklub von Krasnodar und lernte dort das Segelfliegen. 1932 trat er in die Sowjetarmee ein. Nach der Grundausbildung meldete er sich für die Ausbildung zum Militärflieger, jedoch wurde bestimmt, dass die Teilnehmer des Kurses zu Flugzeugmechanikern ausgebildet werden sollten. 1933 schloss er die Technikerschule in Perm ab. Sein Interesse galt aber dem Fliegen, und nach Fürsprache des Testpiloten Stepan Suprun, den er im Herbst 1935 bei einem Kuraufenthalt in Chost bei Sotschi am Schwarzen Meer kennengelernt hatte, wurde er für die Pilotenausbildung zugelassen, die er ab 1936 in Katschinsk absolvierte. Anschließend wurde er im Herbst 1939 dem 55. IAP (Jagdfliegerregiment) unter dem Kommando von Wiktor Petrowitsch Iwanow zugeteilt, dem er bis zum April 1944 angehörte. 1941 wurde er zum Stellvertreter des Staffelkommandanten Anatoli Sokolow ernannt.

### Im Zweiten Weltkrieg
Einige Wochen vor dem deutschen Überfall auf die Sowjetunion wurde seine Einheit als eine der ersten mit dem Jagdflugzeug MiG-3 ausgerüstet. Pokryschkins Kette fungierte dabei als Einflieger. Sie übernahm die in Belzy zusammengebauten MiGs und überführte sie zum Einheitsstandort in Majaki. Mit diesem Typ errang er auch am 26. Juni 1941 bei Ștefănești seinen ersten Luftsieg über eine Bf 109E. Kurz darauf wurde Pokryschkin im Range eines Oberleutnants Staffelführer. Während eines Gefechtsfluges wurde seine MiG-3 bei Iași von gegnerischer Flak abgeschossen. Pokryschkin gelang es nach der Notlandung, bei der er sich Verletzungen am rechten Fuß zuzog, zu den eigenen Linien zurückzukehren. Während seiner Genesung begann er sich intensiv mit der Verbesserung der Luftkampftaktik zu beschäftigen, insbesondere kritisierte er die noch aus der Vorkriegszeit stammenden, aber immer noch praktizierten Gefechtstaktiken und -manöver. Auch sprach er offen über die Schwächen der sowjetischen Jagdflugzeuge, ihre fehlende Funkausrüstung und ihre nicht ausreichende Bewaffnung. Das stieß bei seinen Vorgesetzten auf Missfallen und zog Benachteiligungen nach sich. Auf Betreiben seines neuen Regimentskommandeurs – Iwanow war im Sommer 1942 aufgrund einer Verletzung durch Major Krajew abgelöst worden – wurde er deswegen sogar zeitweise aus der kommunistischen Partei ausgeschlossen, als Staffelführer abgesetzt und kriegsgerichtlich belangt. Durch Intervention des Divisionskommandeurs Oberst Wolkow wurden die Anschuldigungen aber fallengelassen. Schließlich konnten sich seine in der Praxis erprobten Neuerungen durchsetzen und Pokryschkin wurde mit der von ihm entwickelten Angriffstaktik „Höhe-Geschwindigkeit-Manöver-Feuer!“ ein bedeutendes Vorbild der sowjetischen Jagdflieger.
Im Herbst 1941 wurde Pokryschkin ein zweites Mal abgeschossen – diesmal durch Bf-109-Jäger – und landete mitten im Frontgebiet. Mithilfe einiger sowjetischer Soldaten transportierte er sein beschädigtes Flugzeug an einen LKW gehängt nach Osten, musste es aber schließlich, als die zurückgehenden Truppen eingekesselt wurden, zurücklassen und verbrennen. Nach einem erfolgreichen Durchbruchsversuch traf er wieder bei seiner Einheit ein. Anschließend wurde er zur Fliegerschule in Sernograd abkommandiert, um neue Flieger für seine Einheit auszubilden. Dort konnte er seine erarbeiteten Taktiken weiter vervollkommnen und den jungen Piloten vermitteln. Am 7. März 1942 wurde seinem Regiment der Gardetitel verliehen und es in 16. GwIAP umbenannt. Im Regiment flogen so erfolgreiche Piloten wie Grigori Retschkalow, Boris Glinka und Andrei Trud.
Im Frühjahr 1942 testete Pokryschkin zusammen mit anderen Piloten im Rahmen einer Sondergruppe unter General Naumenko in Nowotscherkassk erbeutete Bf-109-Jagdflugzeuge und machte sich mit den Flugeigenschaften des Typs vertraut. Anschließend kehrte er zu seinem Truppenteil zurück, schulte auf die Jak-1 um, die sein Regiment als Ersatz für die MiG-3 erhalten hatte, und wurde wieder als Staffelführer eingesetzt. Im Sommer 1942 lehnte er das Angebot des Oberbefehlshabers der Armee, General Naumenko, ab, als stellvertretender Kommandeur zu einem mit dem neuen Typ La-5 ausgerüsteten Regiment versetzt zu werden, auch, weil er an seinem Standort seine zukünftige Frau Maria, eine Krankenschwester, kennengelernt hatte. Sie heirateten im Herbst 1943; im Winter 1944 wurde ihre Tochter Swetlana geboren, der noch Sohn Sascha folgte. 1942 erfolgte auch sein Eintritt in die kommunistische Partei.
Kurze Zeit später wechselte Pokryschkin auf die amerikanische Bell P-39 „Airacobra“, die der Sowjetunion von den USA im Rahmen des Lend-Lease-Vertrages in großer Anzahl überlassen wurde, nachdem sowohl die amerikanischen wie auch die englischen oder die französischen Streitkräfte diesen Typ mangels Leistungsfähigkeit ablehnten. Pokryschkin selbst reiste deshalb einige Male nach Teheran, um Exemplare des Musters nach Krasnodar zu überführen. Diesen Typ flog er etwa zwei Jahre und erzielte auf ihm den größten Teil seiner Abschüsse. Während der Kämpfe um den Kuban-Brückenkopf flog Pokryschkin meist die Nummer 13, später wechselte er zur 100. Am 24. Mai 1943 erhielt er im Range eines Hauptmanns nach 354 Gefechtsflügen und 54 Luftkämpfen mit 19 Luftsiegen erstmals den Titel „Held der Sowjetunion“, der zweite folgte im Rang eines Majors am 24. August 1943 nach 455 Flügen und 30 Abschüssen. Im Oktober 1943 übernahm Pokryschkin anstelle des bei einer Bruchlandung verletzten Kommandeurs Krajew das 16. GwIAP. Im Winter 1943/44 wurde er nach Moskau gerufen, wo ihm der Marschall der Luftstreitkräfte Nowikow vorschlug, die Ausbildungsabteilung der Jagdfliegerkräfte zu übernehmen. Pokryschkin lehnte abermals ab und bestand darauf, bei seiner Einheit zu bleiben. In Moskau hatte er auch die Möglichkeit, die Jak-3 zu testen, und lernte deren Konstrukteur Alexander Jakowlew kennen. Er lobte zwar die Wendigkeit der Maschine, bemängelte aber deren schwache Bewaffnung. Dies war nicht verwunderlich, flog er mit der P-39 doch sonst ein sehr schwer bewaffnetes Flugzeug. Auch kam er in Kontakt mit Semjon Lawotschkin und äußerte sich lobend über dessen La-7.
Am 19. August 1944 wurde er zum Oberst befördert, gleichzeitig wurde ihm das Kommando der 9. Gardejagdfliegerdivision (GwIAD) übertragen und er wurde zum dritten Mal als „Held der Sowjetunion“ ausgezeichnet. Sein Stellvertreter wurde sein ehemaliger Vorgesetzter Krajew, der aber aufgrund der fortwährenden Spannungen auf Bitten Pokryschkins bald versetzt wurde. Von nun an widmete Pokryschkin sich der Leitung der Division und flog nur noch sehr selten Kampfeinsätze. Im Oktober 1944 schulte das Regiment auf die La-7 um. Mit der 9. GwIAD kam Pokryschkin im Rahmen der 1. Ukrainischen Front innerhalb der 2. Luftarmee am 2. Mai 1945 nach Deutschland, wo er zunächst in Großenhain und von Mitte Mai bis Juni in Riesa stationiert war. Auf 560 Feindflügen errang Pokryschkin 59 Luftsiege, sechs davon als Gruppenabschüsse, 48 davon auf der P-39. Damit war Pokryschkin der zweiterfolgreichste alliierte Pilot – nach Iwan Koschedub – im Zweiten Weltkrieg.

### Nach Kriegsende

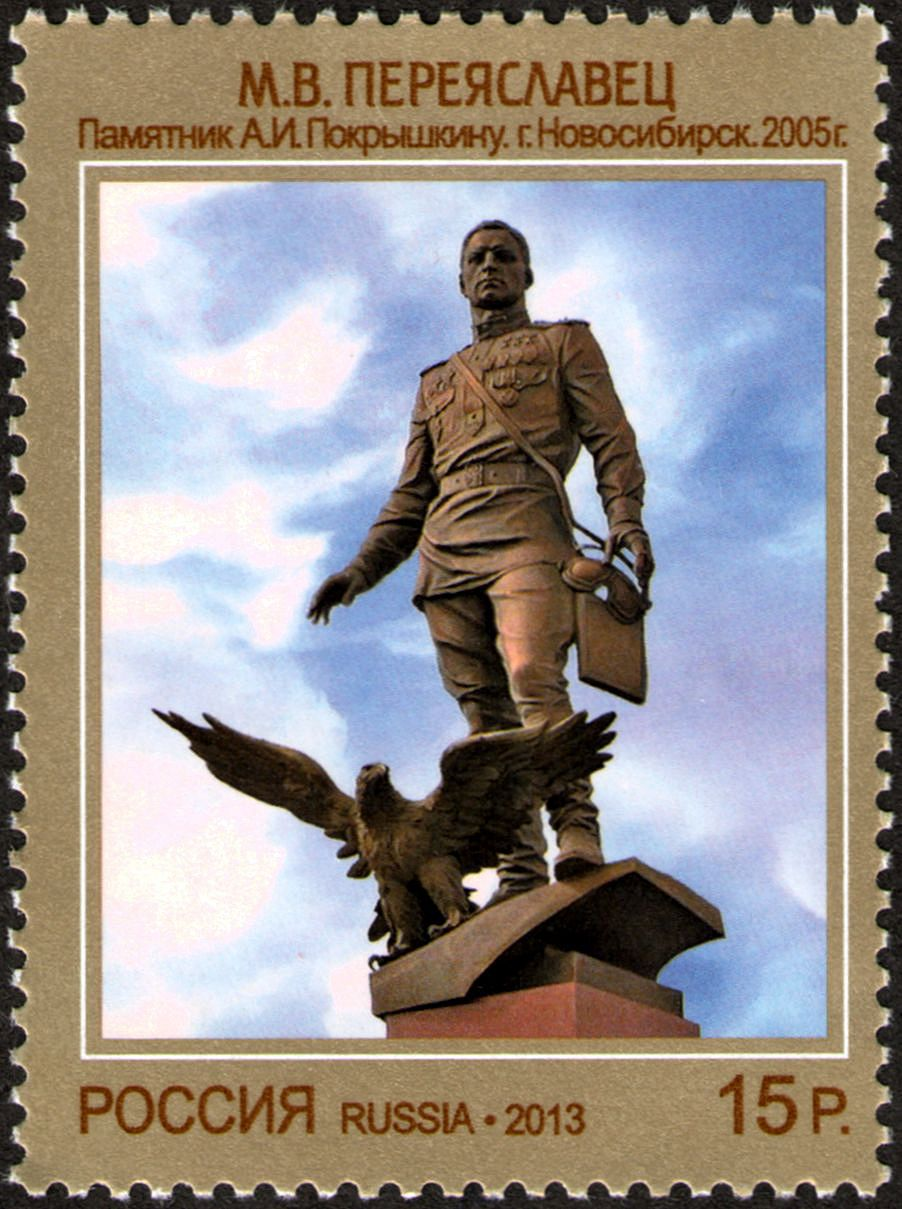
Pokryschkin-Denkmal (M. W. Perejaslawez, 2005) in Nowosibirsk (Briefmarke der russischen Post, 2013)

An der Moskauer Siegesparade von 1945 nahm Pokryschkin im Rang eines Oberst als Träger des Feldzeichens der 1. Ukrainischen Front  unter dem Kommandierenden Gleb Baklanow teil. Nach dem Ende des Krieges wurde er mehrfach Deputierter des Obersten Sowjet. 1948 schloss Pokryschkin die Frunse-Akademie ab, 1957 die Generalstabsakademie. Von 1968 bis 1971 war er stellvertretender Oberkommandeur der Luftverteidigung. Im Januar 1973 wurde Pokryschkin Marschall der Flieger. Von Januar 1972 bis 1981 war er Vorsitzender der DOSAAF, anschließend ab November 1981 Mitglied der Gruppe der Generalinspekteure des Verteidigungsministeriums.
Pokryschkin schrieb drei Bücher, von denen Himmel des Krieges 1974 ins Deutsche übersetzt wurde.

## Auszeichnungen (Auswahl)

### Inland
- Held der Sowjetunion
- Leninorden
- Rotbannerorden

### Ausland
- Karl-Marx-Orden (DDR)
- Silbernes Kreuz des Virtuti Militari (Volkspolen)